# Fundació Audiències de la Comunicació i la Cultura
La Fundació Audiències de la Comunicació i la Cultura (FUNDACC) es va crear el 2005 amb l'objectiu d'impulsar la investigació d'audiències dels mitjans de comunicació i els consums culturals en els territoris de parla catalana mitjançant l'elaboració del Baròmetre de la Comunicació i la Cultura. L'entitat, sense ànim de lucre, i que comptava amb el suport de la Generalitat de Catalunya, comercialitzava els estudis que realitzava per finançar-se. El president de la fundació era Carles Duarte.
A partir de l'any 2011 deixà de rebre l'ajut econòmic de la Generalitat, fet que desencadenà el cessament de la seva activitat a final de 2014.
L'Estudi General de Mitjans (EGM) i el Baròmetre de la Comunicació i la Cultura de Catalunya ofereixen dades conjuntes des de l'1 de gener del 2013.